# Ullstorps församling
Ullstorps församling var en församling i Lunds stift och i Tomelilla kommun. Församlingen uppgick 2002 i Tomelillabygdens församling.

## Administrativ historik
Församlingen har medeltida ursprung. En del av församlingen utbröts 1926 till den då bildade Tomelilla församling. 
Församlingen var till 1941 moderförsamling i pastoratet Ullstorp och Bollerup. Från 1941 till 1962 var den annexförsamling i pastoratet Glemminge, Tosterup, Bollerup och Ullstorp. Från 1962 till 2002 var den annexförsamling i pastoratet Tomelilla, Tryde, Ramsåsa, Ullstorp och Benestad, där Tryde församling var moderförsamling mellan 1 oktober 1976 och 25 april 1985. Församlingen uppgick 2002 i Tomelillabygdens församling.

## Kyrkor
- Ullstorps kyrka